# Sprengmolen
De Sprengmolen of 'Steenen Molen' was een stenen windmolen in de Zuid-Hollandse plaats Delft uit de 15e eeuw. Oorspronkelijk een run- of korenmolen, later in gebruik als pelmolen. De molen stond op de hoek van het Asvest en de Zuiderstraat, op de voormalige stadsmuur. In 1702 werd de molen door brand grotendeels verwoest en 30 jaar later werden de restanten verkocht.